# Lý thuyết cân bằng tổng thể
Lý thuyết cân bằng tổng thể là một nhánh của kinh tế học lý thuyết, được xem là thuộc kinh tế vi mô. Lý thuyết này tìm cách giải thích cung, cầu và giá của tổng thể một nền kinh tế với rất nhiều thị trường của rất nhiều mặt hàng. Lý thuyết này chứng minh rằng giá cân bằng của các mặt hàng có tồn tại, và rằng khi giá thị trường của tất cả các mặt hàng đạt tới trạng thái cân bằng thì nền kinh tế đó đạt tới cân bằng tổng thể. Trạng thái cân bằng tổng thể là trái ngược với trạng thái cân bằng từng phần. Lý thuyết này là có tính chất trừu tượng, nhưng là một lý thuyết có ích nếu xét các giá cân bằng trong dài hạn và nhìn nhận giá thật như là một độ lệch của điểm cân bằng.
Lý thuyết này được Léon Walras phát triển từ những năm 1870.

## Tổng quát
Giả thiết các tác nhân của nền kinh tế là những người chấp nhận giá đưa đến hai khái niệm sau về sự tồn tại của điểm cân bằng: cân bằng Walras hay cân bằng cạnh tranh và cân bằng giá (có tính đến chuyển nhượng).

## Những hướng phát triển gần đây của lý thuyết cân bằng tổng thể
Những khái niệm mới về cân bằng tổng thể được phát triển bởi Kenneth Arrow, Gerard Debreu và Lionel W. McKenzie vào những năm 1950. Debreu giới thiệu mô hình này trong "Lý thuyết về giá trị" (1959) như là một mô hình tiền đề suy ra từ công trình toán học của Bourbaki.
Lý thuyết cân bằng tổng thể định nghĩa hàng hóa khác biệt nhau bới vị trí của nó (như trong giao dịch quốc tế), thời điểm cung cấp và tình trạng môi trường kinh doanh.
Các phát triển gần đây của lý thuyết này chú ý đến các thị trường không hoàn hảo mà không có các hợp đồng với đầy đủ chi tiết để hoàn toàn tạo thuận lợi cho các tác nhân kinh tế phân bổ tiêu dùng và nguồn lực giữa các thời kỳ. Với loại thị trường này, tuy rằng vẫn tồn tại điểm cân bằng, nhưng điểm này không phải là điểm tối ưu Pareto. Lý do là nếu các cá nhân không có phương cách đủ để chuyển nhượng tài sản của họ từ thời kỳ này sang thời kỳ khác mà tương lai lại rủi ro thì tỷ lệ giá giữa các mặt hàng sẽ không nhất thiết bằng tỷ lệ thay thế biên tương ứng (đây là điều kiện cơ bản cho tối ưu Pareto). Tuy rằng với một số điều kiện điểm cân bằng vẫn đạt tới tối ưu Pareto, ví dụ như một chính phủ quyền lực tập trung sẽ giới hạn các cá nhân chỉ giao dịch một số loại hợp đồng nhất định để tăng thu nhập, nhưng một mô hình tốt thì cần được phát triển với một tập hợp đầy đủ tất cả các loại hợp đồng.

## Mô tả lý thuyết
Các câu hỏi cơ bản của lý thuyết cân bằng tổng thể là với điều kiện nào thì điểm cân bằng là hiệu quả, tức là khi nào điểm cân bằng tổng thể tồn tại, là duy nhất và ổn định.

## Lý thuyết cơ bản thứ nhất củakinh tế học phúc lợi
Kinh tế học phúc lợi khẳng định rằng các điểm cân bằng thị trường là hiệu quả Pareto. Trong một nền kinh tế trao đổi, điều kiện đủ để định lý thứ nhất đúng đó là ý thích được thỏa mãn với mọi mức độ. Định lý thứ nhất của kinh tế học phúc lợi cũng đúng đối với  mọi nền kinh tế sản xuất với những hàm sản xuất có tính chất khác nhau. Định lý cũng giả sử thị trường và thông tin hoàn hảo. Đối với các thị trường chịu ảnh hưởng bởi ngoại tác, vẫn đạt điểm cân bằng nhưng điểm này không hiệu quả.
Định lý này mang đến thông tin hữu ích cho các tác nhân kinh tế vì nó chỉ ra các nguyên nhân dẫn đến không hiệu quả của các thị trường. Với các giả thiết ở trên, bất cứ điểm cân bằng thị trường nào cũng hiệu quả. Điểm cân bằng nào không hiệu quả là do thất bại thị trường.

## Định lý thứ hai của kinh tế học phúc lợi
Với  mọi điểm cân bằng hiệu quả, ta có thể kết luận ngược lại rằng mọi sự phân bổ nguồn lực hiệu quả đều đạt tới điểm cân bằng, trong điều kiện phân bổ lại của cải sẵn có trước khi phân bổ nguồn lực bằng các lực cạnh tranh của thị trường. Điều này có nghĩa là hiệu quả và công bằng là hai khái niệm tách rời và không nhất thiết phải đánh đổi hiệu quả lấy công bằng và ngược lại. Định lý thứ hai này chặt chẽ hơn định lý thứ nhất vì giờ đây, sở thích của người tiêu dùng phải là hàm lồi (hàm số lồi là một khái niệm gần như tương đương với khái niệm tỷ lệ thay thế biên giảm dần và khái niệm "sở thích vừa phải thì tốt hơn sở thích cực độ").

## Tồn tại
Mặc dù nếu như tất cả các điểm cân bằng đều đã hiệu quả, hai định lý trên vẫn không phát biểu gì về sự tồn tại của điểm cân bằng. Điều kiện đủ để đảm bảo rằng điểm cân bằng tổng thể tồn tại là hàm sở thích tiêu dùng là hàm lồi. Tính lồi không bao gồm hiệu quả kinh tế theo quy mô.
Chứng minh sự tồn tại của điểm cân bằng tổng thể áp dụng các định lý điểm bất động ví dụ như như định lý điểm bất động Brouwer cho phương trình (hoặc tổng quát hơn, định lý điểm bất động Kakutani cho các phương trình lấy giá trị tập hợp (set-value functions)). Điều ngược lại cũng đúng, theo như vi phân Uzawa về định lý điểm bất động Brouwer, được chứng minh từ quy luật Walras. Với định lý này của Uzawa, nhiều nhà toán kinh tế học đã chứng minh sự tồn tại cho các trường hợp rộng hơn là chỉ chứng minh hai định lý nền tảng ở trên.
Một cách khác để chứng minh sự tồn tại toàn cục (global) là sử dụng bổ đề Sard và phân loại Baire, phương pháp này được khởi đầu bởi Gerard Debreu và Stephan Smale.

## Tính chất không lồi của một nền kinh tế lớn
Ross M.Starr (1969) đã áp dụng định lý Shapley–Folkman–Starr để chứng minh rằng ngay cả khi không tồn tại hàm sở thích lồi thì điểm cân bằng xấp xỉ vẫn tồn tại.